# Romeinse ijzertijd

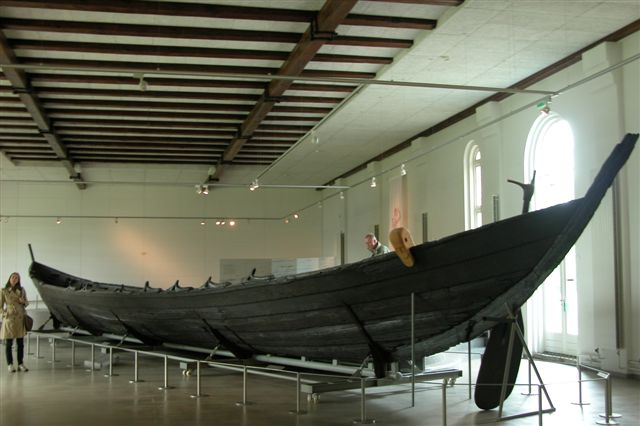
de in Zuid-Denemarken gevonden Nydamboot, de oudst bewaard gebleven zeewaardige roeiboot van Scandinavië (begin 4e eeuw)

Romeinse ijzertijd is de benaming die de Zweedse archeoloog Oscar Montelius gaf aan het deel van de ijzertijd van de 1e t/m 4e eeuw na Christus in Scandinavië, Noord-Duitsland en Noord-Nederland. De naam geeft aan dat de invloed van het Romeinse Rijk in het gebied in deze periode aanzienlijk was toegenomen. Het eerste deel van de noordelijke ijzertijd wordt pre-Romeinse ijzertijd genoemd, en de periode nadat de Romeinse invloed afnam de Germaanse ijzertijd.

## Ontwikkelingen
In Scandinavië zijn op veel plaatsen tekenen gevonden van een toenemende import uit het Romeinse Rijk. Zo werden er een groot aantal amforen en potten gevonden, die meestal werden gebruikt voor het vervoer van producten. Daarnaast zijn er ook luxevoorwerpen gevonden zoals glazen kannen, bronzen beeldjes en sierlijke metalen voorwerpen. Voor het eerst verschijnen bijvoorbeeld ook speelstukken in vondsten uit het Scandinavische gebied. Een andere belangrijke categorie waren Romeinse wapens, welke een groot deel uit maken van het wapenaanbod dat uit die periode bekend is. 
Een belangrijk exportproduct naar het Romeinse Rijk was wol. De wol van Noord-Europese schapen was bijzonder waterbestendig en werd gebruikt door Romeinse soldaten die in natte klimatologische omstandigheden aan de Rijnlinie waren gestationeerd.
Verschillende belangrijke depotvondsten van oorlogsbuit weerspiegelen de politieke gebeurtenissen die zich tot ver buiten de dorpsgemeenschappen en naaste omgeving uitstrekten. Deze vondsten tonen aan dat er reguliere legers werden samengesteld, en bondgenootschappen tussen naburige heersers werden gevormd die tientallen jaren standhielden. 
Na 400 verloor het West-Romeinse Rijk geleidelijk haar dominantie in de westelijke provincies. Naburige stammen, waaronder veel Germaanse, ondernamen meer en meer plundertochten op Romeins grondgebied, en namen uiteindelijk in grote gebieden de macht over. Deze periode wordt de Germaanse ijzertijd genoemd.

### Gotische migratie
Vanaf de 1e eeuw vond ook de migratie van de Goten van Scandinavië tot aan de Zwarte Zee plaats, zoals te zien in de vondsten van de Wielbarkcultuur in het huidige Polen. Bij hun trek naar het zuiden verdrongen dan wel assimileerden zij de daar al aanwezige Oost-Germaanse Oksywie- en Przeworskculturen, die mogelijk de uit historische bronnen bekende Vandalen en Bastarnen vertegenwoordigen.

## Materiële leven
Talrijke vondsten duiden op een groeiende bevolking, groter dan ooit tevoren. 
Een van de best onderzochte nederzettingen was bij Vorbasse in Jutland. Hier is de ontwikkeling van het dorp helemaal bestudeerd, van de pre-Romeinse ijzertijd tot de middeleeuwen, toen het zijn huidige locatie kreeg. De studie van dit dorp heeft aangetoond dat het tijdens de ijzertijd regelmatig werd verlaten en nabij weer opgebouwd. De huizen werden geleidelijk aan groter en toonden een toename in sociale ongelijkheid.
Verschillende rijke graven tonen dat de macht zich begon te concentreren, misschien veroorzaakt door van de Romeinen verkregen rijkdommen. Spectaculaire vondsten zoals de zilveren bekers uit het graf van Hoby op Lolland getuigen van nauwe contacten met het Romeinse Rijk, waarvan de grenzen op dat moment slechts 300 km verwijderd waren. De meeste opgegraven nederzettingen waren zelfvoorzienend, maar in de 1e eeuw na Christus kwam een nieuw type, zogenaamde centrale nederzettingen op. Hier vond men onder andere geïmporteerde luxegoederen. Deze centrale nederzettingen waren waarschijnlijk het begin van de eigenlijke vorstencentra bekend uit het latere deel van de Romeinse ijzertijd. Himlinghøje op Stevns en Gudme op Zuid-Funen zijn voorbeelden van dergelijke machtscentra.

## Graven
In tegenstelling tot de pre-Romeinse ijzertijd werden velen nu begraven zonder eerst te worden gecremeerd. Later werd crematie weer dominant.
Opmerkelijk zijn de massagraven van Alken Enge, waar de resten van meer dan duizend gesneuvelde krijgers op de bodem van, nu verlandde, meertjes werden geplaatst. 

## Veenlijken
Een bijzonder type vondsten uit de ijzertijd zijn de veenlijken die in heel Noordwest-Europa werden gevonden. Op basis van beschrijvingen van mensenoffers in Tacitus' Germania, is vaak gesuggereerd dat ze werden gedood en begraven als offers aan de goden. Het is echter ook mogelijk dat ze zijn gedood omdat men geloofde dat ze de gemeenschap ongeluk hadden gebracht.

## Wapenoffers
Een ander spectaculair type vondsten zijn de wapenoffers. Dit betreft wapens van overwonnen vijanden die werden vernietigd en vervolgens in een meer of moeras geplaatst. De opzettelijke vernietiging en het deponeren in ontoegankelijke plaatsen betekent dat deze  vondsten met grote zekerheid kunnen worden geïnterpreteerd als resten van offerplechtigheden. Beschrijvingen van soortgelijke rituelen vindt men ook bij Tacitus. In het zuiden van Scandinavië zijn er ongeveer 50 plaatsen bekend waar dergelijke oorlogsbuit is geofferd. In Oost-Jutland dateren er een aantal uit het begin van de 3e eeuw, waaronder een van de grootste uit Illerup Ådal. De hier gevonden voorwerpen komen oorspronkelijk uit het gebied tussen Trøndelag en Østfold in Noorwegen, en wijzen waarschijnlijk op een grote oorlog. Bij de moerasvondsten van Vimose op het eiland Funen in Denemarken heeft men ook de oudst gedateerde runeninscripties gevonden (ca. 160 na Chr.).

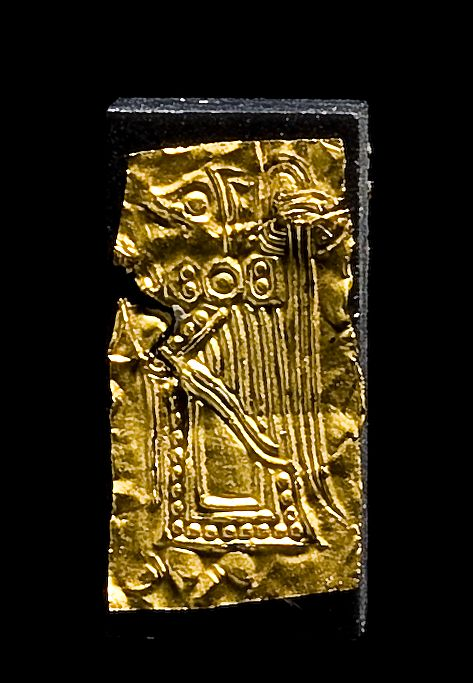
"goudmannetje" uit Gudme met vrouwenfiguur
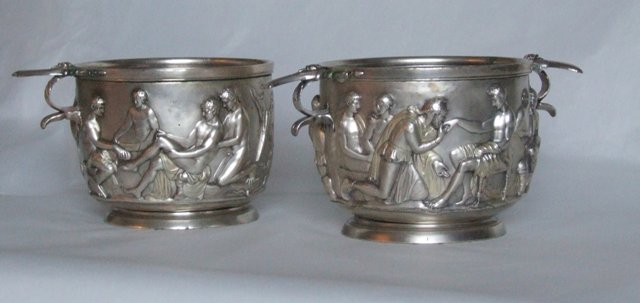
zilveren romeinse bekers uit het graf van Hoby
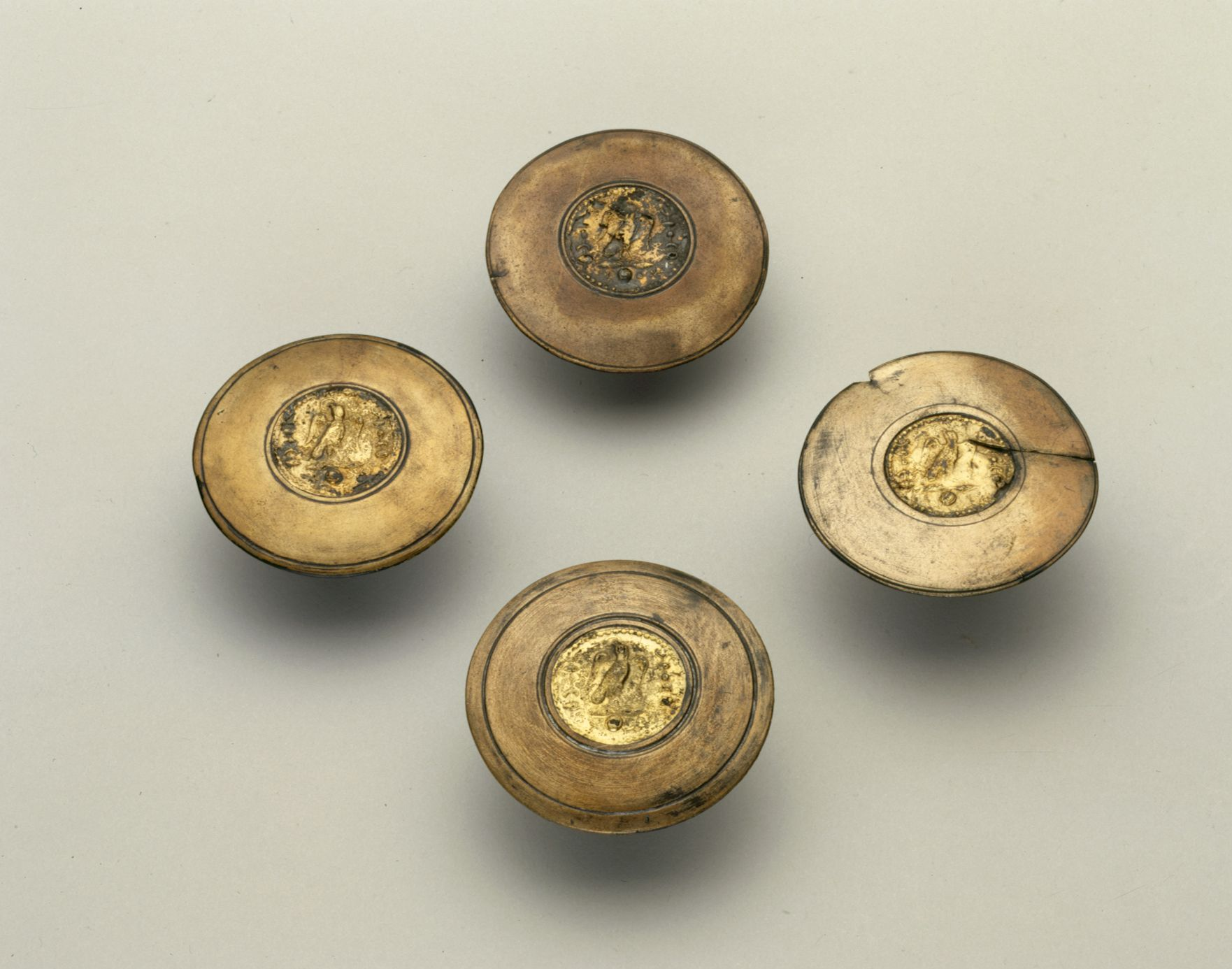
verguld bronzen knoppen van een Romeinse balteus, gevonden bij Vimose
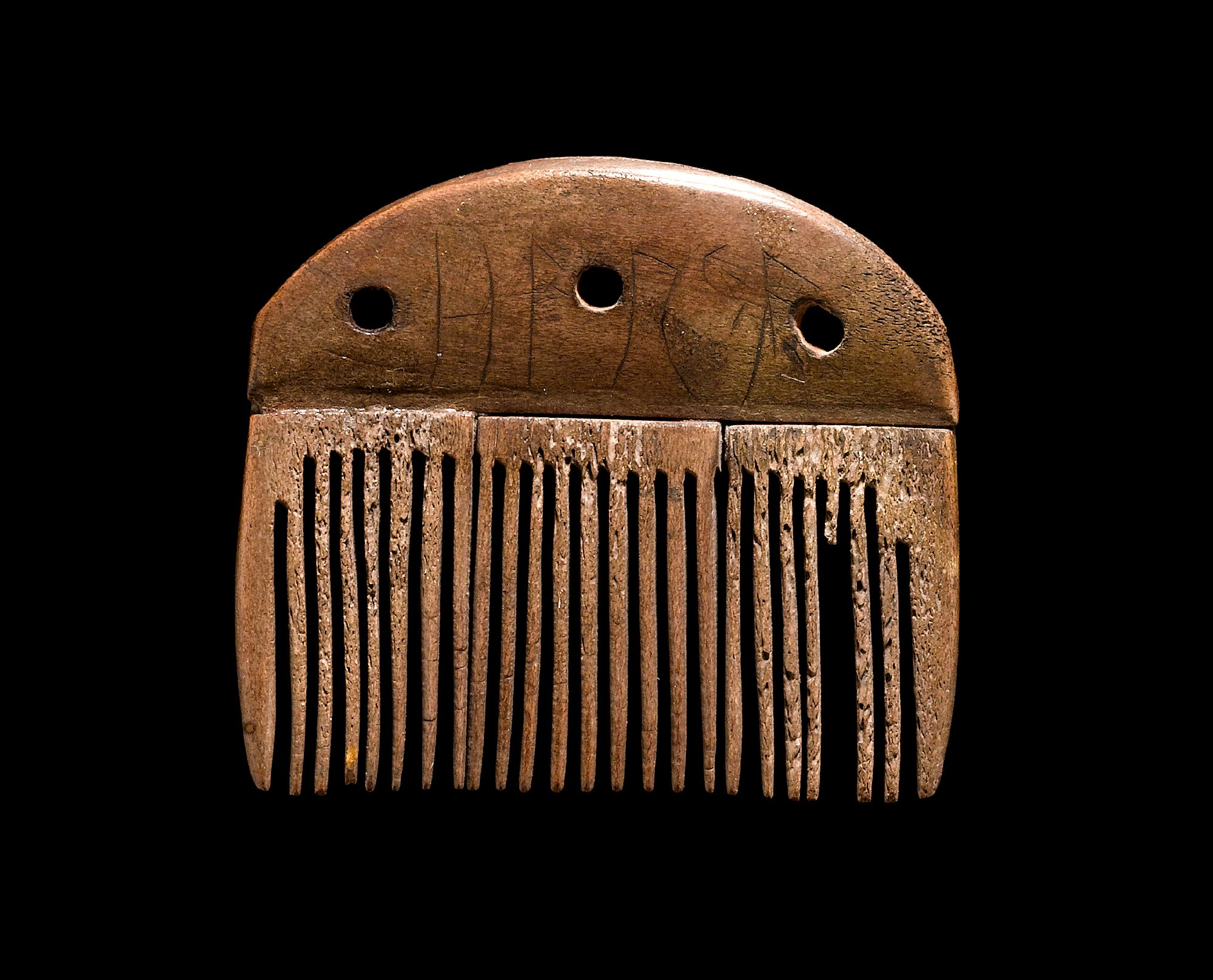
oudst bekende runeninscriptie, aangebracht op een kam gevonden bij Vimose